# Таль Бен-Хаїм (1982)
Таль Бен-Хаїм (івр. טל בן-חיים, нар. 31 березня 1982, Рішон-ле-Ціон) — ізраїльський футболіст, захисник «Бейтара» (Єрусалим). Провів майже 100 матчів за національну збірну Ізраїлю.
Іноді фігурує як Таль Бен-Хаїм І аби уникнути плутанини з повним тезкою, багаторічним молодшим партнером по клубу і збірній.

## Клубна кар'єра
Народився 31 березня 1982 року в місті Рішон-ле-Ціон. Вихованець футбольної школи клубу «Маккабі» (Тель-Авів). Дорослу футбольну кар'єру розпочав 2001 року в основній команді того ж клубу, в якій провів три сезони, взявши участь у 86 матчах чемпіонату. Більшість часу, проведеного у складі тель-авівського «Маккабі», був основним гравцем захисту команди.
Своєю грою за цю команду привернув увагу представників тренерського штабу клубу «Болтон Вондерерз», до складу якого приєднався 2004 року. Відіграв за клуб з Болтона наступні три сезони своєї ігрової кар'єри. Граючи у складі «Болтона» також здебільшого виходив на поле в основному складі команди.
Згодом з 2007 по 2011 рік грав у складі команд клубів «Челсі», «Манчестер Сіті», «Сандерленд», «Портсмут» та «Вест Гем Юнайтед» (на умовах оренди).
До складу клубу «Портсмут» повернувся з оренди 2011 року. Протягом наступного сезону відіграв за клуб з Портсмута 33 матчі в національному чемпіонаті, втім, не зміг допомогти команді, що переживала суттєву фінансову скруту, зберегти місце у другому за силою англійському дивізіоні, Чемпіоншипі. Третій за силою дивізіон не відповідав амбіціям ізраїльського футболіста, з іншого боку його зарплатня була занадто високою для клубу, що збирався змагатися на цьому рівні. Тож влітку 2012 року клуб і гравець досягли обопільної згоди щодо передчасного розірвання контракту.
На початку 2013 року Бен Хаїм приєднався на умовах короткочасного контракту до складу «Квінз Парк Рейнджерс», за який до кінця сезону провів три гри. Наступний сезон 2013/14 провів у Бельгії, де грав «Стандард» (Льєж), в якому також не зміг стати стабільним гравцем основного складу.
2014 року повернувся до Англії, де восьмим англійським клубом у кар'єрі Бен Хаїма став «Чарльтон Атлетик». У цій команді гравець був беззаперечним гравцем «основи», проте по завершені сезону його контракт подовжено не було і він повернувся на батьківщину, де 3 червня 2015 року уклав дворічний контракт зі своїм «рідним» тель-авівським «Маккабі», який згодом подовжував і загалом грав за цю команду до 2020.
7 серпня 2020 року вже 38-річний на той час захисник уклав дворічну угоду з єрусалимським «Бейтаром».

## Виступи за збірну
У 2002 році дебютував в офіційних матчах у складі національної збірної Ізраїлю. Протягом наступних 16 років провів у формі головної команди країни 97 матчів, забивши два голи.

## Титули і досягнення
- Чемпіон Ізраїлю (1):

«Маккабі» (Тель-Авів): 2002-03
- Володар Кубка Ізраїлю (1):

«Маккабі» (Тель-Авів): 2001-02
- Володар Кубка Тото (2):

«Хапоель» (Беер-Шева): 2017-18
«Бейтар» (Єрусалим): 2019–20